# Tractat de Nystad

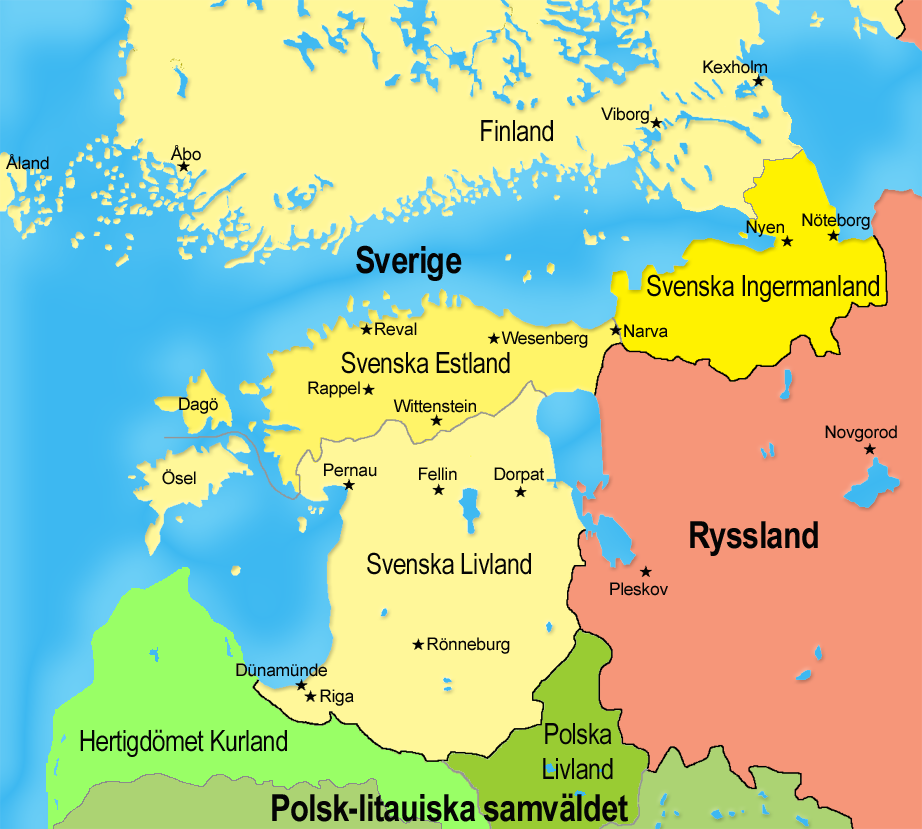
Possessions sueques cedides a Rússia el 1721 en virtut del Tractat de Nystad.

Tractat de Nystad és el nom que rep l'acord de pau signat per Suècia i Rússia el 30 d'agost(C.J.) - 10 de setembre (C.G.) - de 1721 a Nystad, nom suec de la localitat finlandesa d'Uusikaupunki. La pau que va posar fi a la Gran Guerra del Nord, entre l'Imperi Suec i l'Imperi Rus.
Durant la guerra Pere I de Rússia havia ocupat totes les possessions sueques a la costa del Bàltic oriental: l'Íngria sueca (on va començar a construir la futura nova capital russa de Sant Petersburg el 1703), l'Estònia sueca i la Livònia sueca (que havia capitulat el 1710) i Finlàndia.
A Nystad, el rei Frederic I de Suècia va cedir parts de  Vyborg, el Comtat de Kexholm (actual Priozersk a Rússia) i va reconèixer formalment la transferència d’Estònia (amb les illes Saaremaa i Hiiumaa), Livònia, Íngria i el sud-est de Finlàndia (Kexholmslän i part de l’istme de Karelia) a Rússia a canvi de dos milions de taler de plata, mentre que Rússia va retornar la major part de Finlàndia al domini suec.
Rússia es reservava el dret a fer de mitjancera entre Suècia i Polònia en les futures negociacions. Això no va ser així, i ambdós països no van signar la pau oficial fins a 1732 amb la Declaració de Polònia.
Fou una de les fites que van evidenciar la pèrdua de l'hegemonia sueca al Bàltic en favor de Rússia.